# Nikanor (Juchimiuk)
Nikanor, imię świeckie Mykoła Iwanowycz Juchimiuk (ur. 28 sierpnia 1935 w Paszewie, zm. 4 kwietnia 1997) – ukraiński biskup prawosławny.

## Życiorys
Pochodził z rodziny chłopskiej. Po ukończeniu szkoły średniej w 1952 podjął pracę w fabryce w Łucku. W latach 1954–1957 odbywał zasadniczą służbę wojskową. Następnie w 1957 wstąpił do Wołyńskiego Seminarium Duchownego w Łucku, ukończył je w 1961. Podjął wówczas studia teologiczne w Moskiewskiej Akademii Duchownej, początkowo w trybie dziennym, zaś od II roku – zaocznym. W 1963 biskup wołyński i rówieński Metody wyświęcił go na diakona. Dwa lata później ten sam hierarcha udzielił mu święceń kapłańskich i skierował do pracy duszpasterskiej w charakterze proboszcza parafii św. Jana Teologa w Mihowie.
2 lutego 1967 złożył wieczyste śluby mnisze w ławrze Troicko-Siergijewskiej, przyjmują imię Nikanor. W tym samym roku został wyznaczony na proboszcza parafii św. Mikołaja w Putyle (obwód czerniowiecki), po roku przeniesiony do parafii w Łużanach. W 1969 ukończył Moskiewską Akademię Duchowną, uzyskując tytuł kandydata nauk teologicznych. W tym samym roku biskup  czerniowiecki i bukowiński Teodozjusz wyznaczył go na proboszcza parafii przy katedralnym soborze św. Mikołaja w Czerniowcach. W 1970 otrzymał godność ihumena.
16 listopada 1979 Święty Synod Rosyjskiego Kościoła Prawosławnego nominował go na biskupa podolskiego, wikariusza eparchii moskiewskiej. W związku z tym 25 listopada tego samego roku został podniesiony do godności archimandryty. Jego chirotonia biskupia odbyła się 30 listopada 1979 z udziałem konsekratorów: patriarchy moskiewskiego i całej Rusi Pimena, metropolitów praskiego Doroteusza (Kościół Prawosławny Czechosłowacji), odeskiego i chersońskiego Sergiusza, biskupów czerniowieckiego i bukowińskiego Warłaama i sołniecznogorskiego Iliana. Po chirotonii, zgodnie z prośbą metropolity praskiego Doroteusza, przeszedł w jurysdykcję Kościoła Czechosłowacji. Od 1980 do 1982 był w niej biskupem michałowskim, zaś od 1982 do 1987 – biskupem ołomunieckim i brneńskim. W jurysdykcję Patriarchatu Moskiewskiego wrócił w 1989 za porozumieniem obydwu Kościołów. W 1989 objął katedrę sumską i achtyrską, zaś od 1993 do śmierci sprawował urząd arcybiskupa kamieniecko-podolskiego i gródeckiego.